# Саут-Вейн (Вісконсин)
Саут-Вейн (англ. South Wayne) — селище (англ. village) в США, в окрузі Лафаєтт штату Вісконсин. Населення — 444 особи (2020).

## Географія
Саут-Вейн розташований за координатами 42°34′1″ пн. ш. 89°52′34″ зх. д. / 42.56694° пн. ш. 89.87611° зх. д. (42.566820, -89.876094).  За даними Бюро перепису населення США в 2010 році селище мало площу 2,05 км², уся площа — суходіл.

## Демографія
Згідно з переписом 2010 року, у селищі мешкало 489 осіб у 206 домогосподарствах у складі 121 родини. Густота населення становила 238 осіб/км².  Було 220 помешкань (107/км²).
Расовий склад населення:
| - 99,2 % — білих - 0,6 % — чорних або афроамериканців |

До двох чи більше рас належало 0,0 %. Частка іспаномовних становила 0,4 % від усіх жителів.
За віковим діапазоном населення розподілялося таким чином: 26,8 % — особи молодші 18 років, 57,2 % — особи у віці 18—64 років, 16,0 % — особи у віці 65 років та старші. Медіана віку мешканця становила 40,1 року. На 100 осіб жіночої статі у селищі припадало 111,7 чоловіків;  на 100 жінок у віці від 18 років та старших — 96,7 чоловіків також старших 18 років.
Середній дохід на одне домашнє господарство  становив 39 579 доларів США (медіана — 32 188), а середній дохід на одну сім'ю — 50 942 долари (медіана — 47 250). Медіана доходів становила 33 000 доларів для чоловіків та 31 563 долари для жінок. За межею бідності перебувало 9,3 % осіб, у тому числі 12,7 % дітей у віці до 18 років та 4,8 % осіб у віці 65 років та старших.
Цивільне працевлаштоване населення становило 208 осіб. Основні галузі зайнятості: виробництво — 25,0 %, роздрібна торгівля — 17,3 %, будівництво — 14,4 %.